# Nyssiodes lefuarius
Nyssiodes lefuarius là một loài bướm đêm trong họ Geometridae.